# Carlstad United BK
Carlstad United BK var en svensk fotbollförening från Karlstad i Värmland. Klubben bildades den 12 april 1998 som en samarbetsklubb mellan FBK Karlstad, Hertzöga BK, Innerstadens BK, IFK Kronoparken, Norrstrands IF, Råtorps IK och Sommarro IF. Klubben godkändes hos Svenska Fotbollförbundet den 3 februari 1999. Den nybildade föreningen övertog FBK Karlstads plats i division 3 till säsongen 2000 och slutade på andra plats i Division 3, och fick kvala. FBK Karlstad hade sedan dragit sig ur samarbetet och utgjorde, tillsammans med Karlstad BK, Uniteds främsta lokalrival. Klubben gick ihop med Karlstad BK den 25 november 2019 då man tillsammans bildade IF Karlstad. 

## Historik

### Starten
12 april 1998 grundades föreningen som bestod av sex olika lag i Karlstad. Föreningarna som ingick i alliansen var Sommarro IF, Norrstrands IF, Hertzöga BK, IFK Kronoparken, Råtorps IK och Innerstadens BK.

### Upplöst
Klubben löstes upp den 25 november 2019 då man tillsammans med Karlstad BK grundade IF Karlstad.

## Spelare i urval
- Johan Bertilsson
- Jacob Ericsson
- Pär Ericsson
- Eric Jernberg
- Jonas Olsson
- Tonton Zola Moukoko

## Serieplaceringar
- 2000 Div III - 2:a - förlust i kval (Publiksnitt: 504)
- 2001 Div III - 5:a (232)
- 2002 Div III - 3:a (170)
- 2003 Div III - 2:a - vinst i kval (139)
- 2004 Div II - 8:a (534)
- 2005 Div II - 4:a - avancemang till nya div I (273)
- 2006 Div I Södra - 11:a (271)
- 2007 Div I Södra - 7:a (338)
- 2008 Div I Södra - 3:a (379)
- 2009 Div I Norra  – 7:a (646)
- 2010 Div I Norra  – 12:a - degradering till div 2 (387)
- 2011 Div II Norra Götaland  – 5:a (236)
- 2012 Div II Södra Svealand – 2:a (204)
- 2013 Div II Norra Götaland - 2:a (402)
- 2014 Div II Norra Götaland - 1:a (396)
- 2015 Div 1 Norra - 8:a (347)

## Klubbrekord
- Publik - totalt

10 421 (2000-08-21 Carlstad United - Lazio 1-5) 
- Publik - cup

3 145 (2007-05-16 Carlstad United - Hammarby IF 1-1)
- Publik - seriespel

3 250 (2009-06-25 Carlstad United - Degerfors IF 0-3) 
- Största vinst i seriespel

8-1 (2013: Hemma mot Jonsereds IF 23/6) 
- Största förlust i seriespel

0-5
2002-05-11 borta mot IFK Eskilstuna
2006-04-23 borta mot Ängelholms FF
- Flest seriematcher

181, Lars-Olof Andersson, 2000-2008 
- Flest seriemål för klubben

36, Simon Molander, 2008-2014 
- Flest seriemål på en säsong

21, Niklas Moberg, 2008 
- Snabbaste CU-målet i seriematch

2004-09-24 CU-Karlslund, Pagguy Zunda Mpemba 1 min  
2009-10-18 CU-Skellefteå, Adis Maglic 1 min 
- Flest poängmatcher i rad under en säsong

17, 2014-04-12--08-09

## Ungdomsfotboll
2006 vann klubbens pojklag Värmlandsmästerskapen och Pojkallsvenskan Västra Svealand. Klubben bedrev en omfattande ungdomsverksamhet i den fristående elitföreningen Carlstad United Ungdom.
2008 Vann klubbens juniorlag serien (Juniorallsvenskan Västra Svealand) vilket innebar att juniorlaget flyttades upp till juniorallsvenskan elit säsongen 09.
2011 startades Carlstad United Academy. Det var en stor satsning från klubbens sida där lag i klasserna U19, U17 och U16 skulle mäta de bästa lagen från hela Sverige. 